# José Burgos
Pour les articles homonymes, voir José Burgos (homonymie) et Burgos (homonymie).

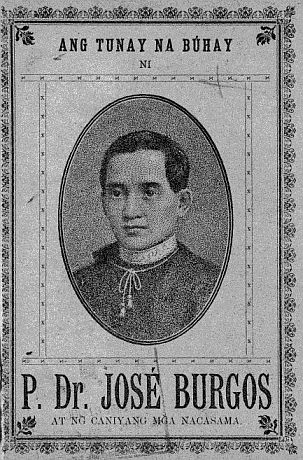
José Burgos

José Apolonio Burgos ou José Burgos (né le 9 février 1837 à Vigan, aux Philippines - mort exécuté le 17 février 1872 à Bagumbayan, Philippines) est un prêtre catholique philippin, porte-parole des indigènes lors de la première révolution anti-coloniale aux Philippines de 1864 jouant un rôle d'inspiration dans le développement rapide du nationalisme philippin de la seconde partie du XIXe siècle.

## Biographie
José Burgos, baptisé José Apolonio Burgos y García, est le fils d'un officier espagnol, Don José Tiburcio Burgos y Calderón, et d'une mère philippine métisse. Diplômé d'une des plus vieilles institutions catholiques des Philippines, le collège de San Juan de Letran (es) et de l'université de Santo Tomas, il choisit néanmoins de devenir prêtre. Défenseur du droit des indigènes et critique du système colonial, tout en continuant son ministère de prêtre, il milite ouvertement pour une réforme. À ce titre il participe à la fondation du journal La Nacion (La Nation Espagnole), publication à la fois critique du pouvoir colonial espagnol mais aussi de l'idéologie laïque et libérale.

### Exécuté pour l'exemple
À la suite de la mutinerie de l'arsenal de Cavite (20 janvier 1872), dont il est soupçonné d'avoir été l'inspirateur, José Burgos est exécuté après un simulacre de procès en même temps que deux autres prêtres engagés eux aussi pour la réforme du système colonial, les pères Jacinto Zamora, et Mariano Gomez, par décision du gouverneur-général.
Malgré l'absence de preuves de son implication directe, le gouverneur décide de le faire exécuter avec 41 autres mutins à Luneta, également connue en tagalog sous le nom de Bagumbayan, le 17 février 1872. L'exécution considérée comme injuste eut l'effet inverse de ce que les autorités coloniales espéraient. Au lieu de dissuader les Philippins à se révolter contre la puissance coloniale ceux-ci furent galvanisés. Le martyre des trois prêtres, ironiquement, contribua largement à la naissance du mouvement indépendantiste philippin.